# Symfonie nr. 9 (Bruk)
Fridrich Bruk voltooide zijn Symfonie nr. 9 in 2009. Hij voorzag het van een subtitel "Suomalaisessa vireessä" (vrij vertaald: In de Finse stemming).
De tot Fin genaturaliseerde Bruk haalde zijn inspiratie uit de volksmuziek, met name de koorzang, van Karelië. Hij trad daarbij in zijn eigen voetsporen, want ook zijn vierde symfonie greep terug op Karelische thema’s. Deze symfonie nr. 9 is verdeeld in drie delen:
- Miehikkäla verwijst naar de Karelische cirkeldans
- Love-dance of Vehkalahti (Vehkalahti is een voormalige gemeente in Finland)
- A festival at Virolahti (Virolahti is een gemeente in Finland).

Het is niet bekend of het werk ooit openbaar is uitgevoerd (gegevens 2016).